# Buffalo Bill a Indiáni
Buffalo Bill a Indiáni (též Buffalo Bill a indiáni aneb Lekce dějepisu Sedícího býka, v anglickém originále Buffalo Bill and the Indians, or Sitting Bull's History Lesson) je americký revizionistický filmový western režiséra Roberta Altmana z roku 1976, natočený podle divadelní hry Arthura Kopita Indiáni z roku 1968. V hlavních rolích se objevili Paul Newman jako William F. Cody alias Buffalo Bill, dále Geraldine Chaplinová, Will Sampson, Joel Grey, Harvey Keitel a Burt Lancaster jako Billův životopisec Ned Buntline. Film byl natočen v Panavisionu kameramanem Paulem Lohmannem.
Stejně jako ve svém předchozím filmu MASH nabourává Altman americký historický mýtus o hrdinství, v tomto případě představu, že na Divokém západě zvítězili ušlechtilí běloši bojující proti krvelačným divochům. V době svého uvedení do kin však film neměl velký ohlas, protože země slavila dvousté výročí svého vzniku.

## Děj
Příběh začíná v roce 1885 příjezdem nové významné hostující hvězdy ve velké show Buffalo Billa (vlastním jménem William F. Cody), náčelníka Sedícího býka z Little Big Hornu. Ke Codyho nelibosti se ukáže, že Sedící býk není vraždící divoch, ale skutečné ztělesnění toho, co si běloši myslí o své vlastní historii na Divokém západě. Je tiše hrdinský a morálně čistý.
Sedící býk také odmítá líčit Custerův Poslední vzdor jako zbabělý zákeřný útok. Místo toho požádá Codyho, aby sehráli masakr mírumilovné siouxské vesnice, který provedli loupeživí modrokabátníci. Rozzuřený Cody ho vyhodí, ale je nucen ustoupit, když se na stranu Sedícího býka postaví hvězdná Annie Oakleyová.